# Shimun XII. Yoalaha
Mar Shimun XII. Yoalaha (gestorben 1662) war Erbe des Patriarchen Shimun XI. Eshuyow und somit der siebte Patriarch der Chaldäisch-katholischen Kirche von 1656 bis 1662.
Sitz des Patriarchat von Babylon war zu dieser Zeit in Salamas (heute: West-Aserbaidschan, Iran).
Wie auch seine Vorgänger Shimun X. Eliyah und Shimun XI. Eshuyow wurde Shimun XII. Yoalaha von der Römischen Kirche nicht formell anerkannt, weil nach römischem Recht eine erbliche Übertragung des Bischofsamtes nicht möglich ist. Das Erbliche Recht wurde von Shimun IX. Dinkha in der Chaldäisch-katholischen Kirche eingeführt.
Sein Nachfolger war 1662 Shimun XIII. Dinkha, der letzte Patriarch der Shimun-Linie in der Chaldäisch-katholischen Kirche.
| Vorgänger          | Amt                                                    | Nachfolger          |
| ------------------ | ------------------------------------------------------ | ------------------- |
| Shimun XI. Eshuyow | Patriarch der chaldäisch-katholischen Kirche 1656–1662 | Shimun XIII. Dinkha |

| Personendaten    | Personendaten                                          |
| ---------------- | ------------------------------------------------------ |
| NAME             | Shimun XII. Yoalaha                                    |
| KURZBESCHREIBUNG | Patriarch der Chaldäisch-katholischen Kirche (Babylon) |
| GEBURTSDATUM     | 17. Jahrhundert                                        |
| STERBEDATUM      | 1662                                                   |